# Alte Dorfkirche (Augustdorf)

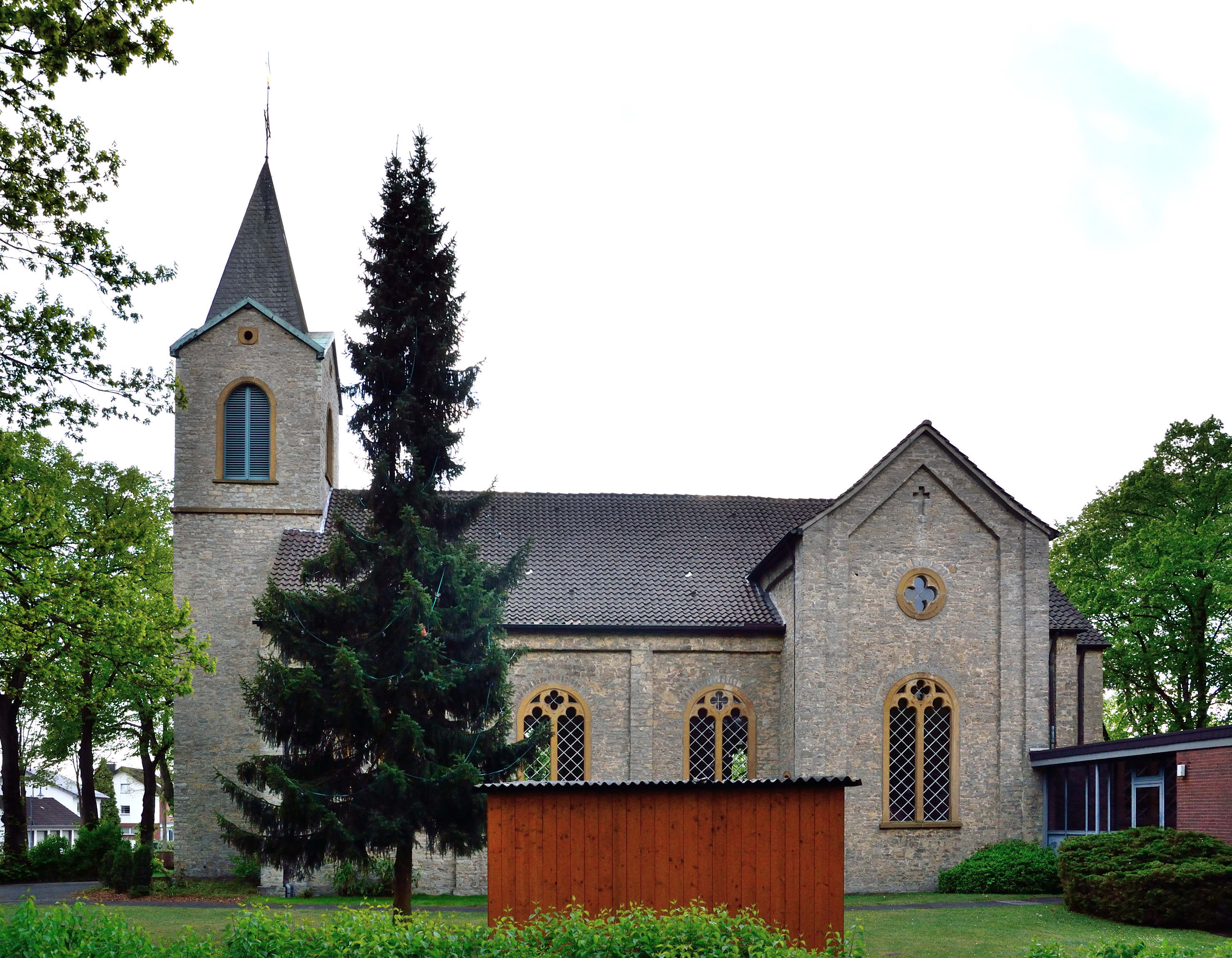
Alte Dorfkirche (Augustdorf)

Die Alte Dorfkirche ist eine denkmalgeschützte Kirche in Augustdorf, einer Gemeinde im Kreis Lippe in Nordrhein-Westfalen. Sie ist Teil der evangelisch-reformierten Klasse Süd in der Lippischen Landeskirche.

## Beschreibung
Die Kreuzkirche wurde 1875 anstelle einer Fachwerkkirche nach einem Entwurf von Ferdinand Ludwig August Merckel aus Bruchsteinen erbaut. Sie besteht aus einem Langhaus, das mit Lisenen in drei Achsen gegliedert ist, einem Querschiff, das höher als das Langhaus ist, einem rechteckigen Chor im Norden und einem mit einem schiefergedeckten spitzen Helm bedeckten Kirchturm im Süden, dessen oberstes Geschoss die Turmuhr und den Glockenstuhl beherbergt. 